# Trận Mục Dã
Trận Mục Dã (chữ Hán: 牧野之戰), còn được gọi là Vũ vương khắc Ân (武王克殷) hay Vũ vương phạt Trụ (武王伐紂), là cuộc quyết chiến giữa Đế Tân và Chu Vũ vương, mở ra việc thành lập triều đại nhà Chu trong lịch sử Trung Quốc.
Đế Tân nhà Thương trước đánh nước Lê (黎) ở Tây Bắc, sau lại dẹp Đông Di (東夷). Tuy kết quả thu được thắng lợi, nhưng vì dùng binh cực nhọc, vũ dụng lại quá tàn khắc, cộng với sự xa xỉ quá quắt đã khiến mâu thuẫn xã hội và giai cấp ngày càng sâu sắc. Sách Tả truyện có nói: "Trụ trừ Đông Di mà hại đến thân" (紂克東夷而損其身, Trụ khắc Đông Di nhi tổn kỳ thân).

## Diễn biến
Chu Vũ vương cho rằng thời cơ không thể mất, bèn sai Khương Tử Nha dẫn các phụ tướng mang 300 cỗ chiến xa, cùng 3000 quân Hổ bí (vũ sĩ tinh nhuệ) bất ngờ tập kích kinh đô Triều Ca của nhà Thương, tổng binh lực xưng chừng có 45.000 quân, đó chỉ là nói phóng đại binh lực. Trước khi hành binh, bị Ngư Tân (魚辛) ngăn trở.
Sau đó, ngày 21 tháng 1, quân Chu kéo ra chiếm bến Mạnh Tân (孟津), hợp với các nước Dung (庸), nước Lư (盧), nước Bành (彭), nước Bộc (濮), nước Thục (蜀), nước Khương (羌), nước Vi (微), nước Mâu (髳) là các phương quốc. Đến ngày 28, quân Chu và các chư hầu mặc cho mưa gió cứ đông tiến, kéo đến đất Tỉ (汜地, nay là trấn Tỉ Thủy, thành phố Huỳnh Dương, tỉnh Hà Nam) vượt qua Hoàng Hà, đến Bách Tuyền (百泉, tây bắc huyện Huy tỉnh Hà Nam), mỗi ngày vượt gần 30 km với tốc độ rất nhanh, tiến thẳng đến thành Triều Ca (朝歌, kinh đô nhà Thương, nay thuộc huyện Kì tỉnh Hà Nam). Ngày 18 tháng 2, quân Chu đánh đến Mục Dã (nay thuộc thành phố Tân Hương tỉnh Hà Nam).
Đế Tân khi biết tin vội huy động quân đội các doanh sở, nhưng chủ lực quân Thương hiện đang ở phía đông nam xa xôi, không thể huy động được quân các chư hầu ở xa. Đế Tân chỉ có cách hay nhất là trang bị vũ khí cho số đông các nô lệ để chiến đấu với binh nhà Chu. Sử có hơi khoa trương quân nhà Thương đến 70 vạn quân, so ra binh lực lại nhiều hơn quân đội nhà Chu rất nhiều.
Ngày 27, vào sáng sớm, quân Chu dàn hàng và tuyên thệ diệt địch, trong khi đó quân Thương Đế Tân đang bạo hành tiến đến.
Đế Tân quyết định tấn công liên minh nhà Chu vào ngày 16 tháng 1 năm 1046 TCN. Theo ý kiến của Khương Tử Nha, Cơ Phát không phòng thủ mà tấn công thủ đô Triều Ca bỏ trống, Trụ trở về cứu thủ đô, trên đường về bị đánh bại tại Mục Dã. Đế Tân tự sát, nhà Thương mất.
Chiến thắng này là mốc đánh dấu thời kỳ bắt đầu của nhà Chu. Nhà Thương còn tồn tại tới 6 năm sau bị diệt nốt. Sau trận đánh, Cơ Phát lên ngôi, tức là Chu Vũ vương. Ông phong cho Khương Tử Nha làm vua đất Tề, đánh dấu sự ra đời của nước Tề.